# Андриана Ђорђевић
Андриана Гавриловић (Београд, 25. јун 1984) српска je телевизијска, филмска и позоришна глумица.
Удата је за глумца Стојана Ђорђевића.

## Филмографија
| Год.       | Назив            | Улога           |
| ---------- | ---------------- | --------------- |
| 2000-е     |                  |                 |
| 2007.      | Код нас једу псе | Светлана        |
| 2010-е     |                  |                 |
| 2011.      | Нарцис и ехо     |                 |
| 2015.      | Жигосана         | Славица         |
| 2020-е     |                  |                 |
| 2020.      | Ургентни центар  | Марија Чавковић |
| 2021—2022. | Игра судбине     | Анђа Ђорђевић   |
| 2023—2024. | Закопане тајне   | Цаца Товиловић  |